# Fen He
Fen He (chiń. 汾河; pinyin Fén Hé) – rzeka w północnych Chinach, w prowincji Shanxi, najdłuższy lewy dopływ Huang He. Jej źródła znajdują się w górach Lüliang Shan. Długość rzeki wynosi 603 km. Przenosi duże ilości zawiesiny, głównie żółtego pyłu, jest wykorzystywana do irygacji.